# Roscosmos
La Corporació estatal per a les activitats espacials « Roscosmos », rus: Государственная корпорация по космической деятельности «Роскосмос», Gossudarstvénnaia korporàtsia po kosmítxeskoi déiatelnosti « Roscosmos », abreujadament Goskorporàtsia «Roskosmos», rus: Госкорпорация «Роскосмос» i coneguda habitualment com a Roscosmos, rus: Роско́смос, és una corporació estatal de la Federació Russa responsable dels vols espacials, dels programes de cosmonàutica i de la investigació aeroespacial.

## Història
Procedent del programa espacial soviètic fundat als anys cinquanta, Roscosmos va sorgir després de la dissolució de la Unió Soviètica el 1991. Inicialment va començar com a Agència espacial russa,que es va crear el 25 de febrer de 1992 i es va reestructurar el 1999 i el 2004, com a Agència russa de l'aviació i l'espaii Agència Espacial Federal «Roscosmos», respectivament.El 2015, l'Agència Espacial Federal «Roscosmos» es va fusionar amb la Corporacio unida del coet i de l'espaiuna corporació governamental, per racionalitzar la indústria espacial russa, que va conduir a Roscosmos en la seva forma actual.
Com a principal successor del programa espacial soviètic, el llegat de Roscosmos inclou el primer satèl·lit artificial del món, el primer vol espacial humà i la primera estació espacial. Les seves activitats actuals inclouen l'Estació Espacial Internacional, en la qual és un soci important.

## Administració

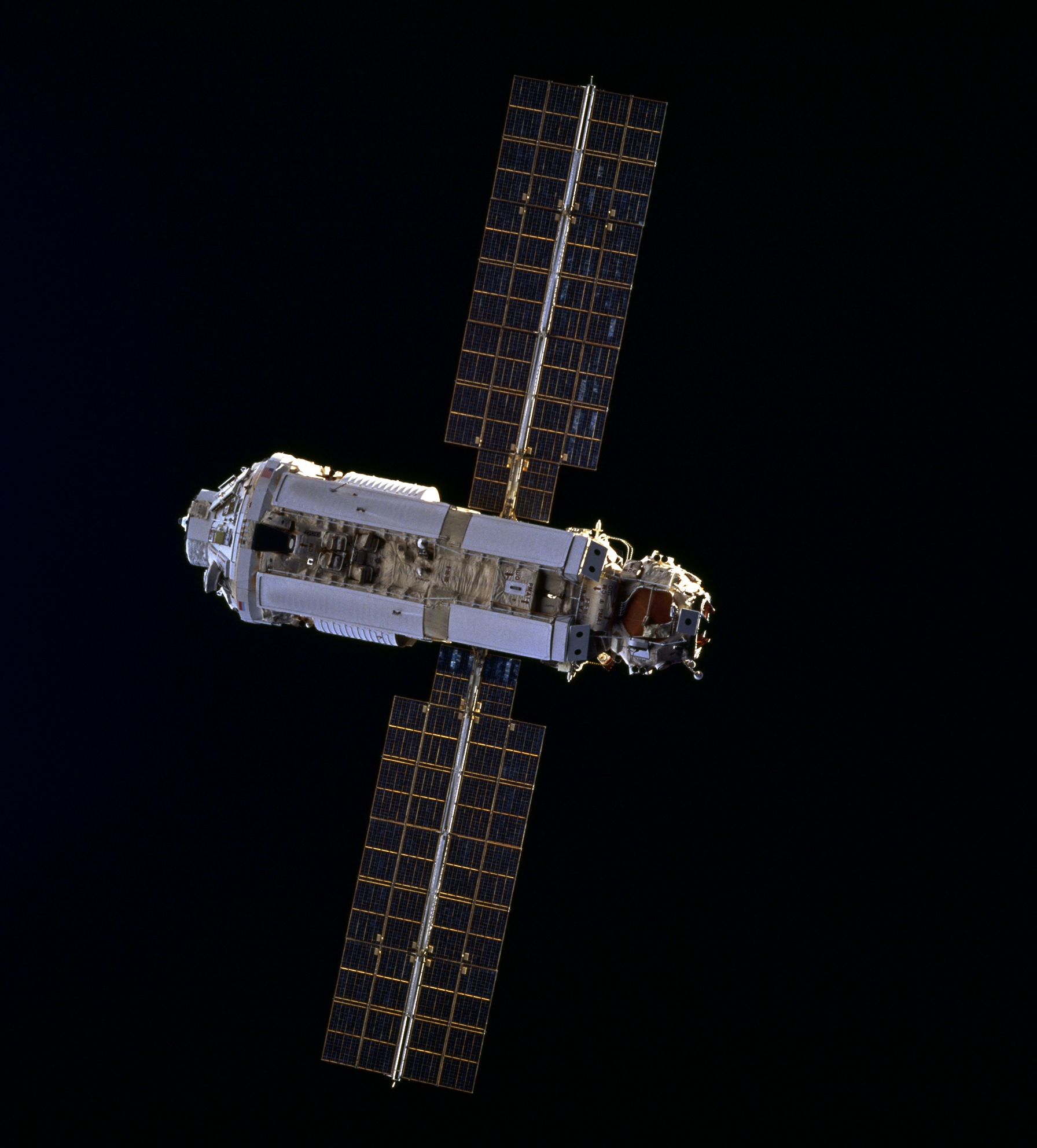
El mòdul Zarià, el primer de l'Estacio Internacional, llançat el 1998

Roscosmos té la seva seu central a Moscou, amb el seu principal centre de control de missions a la propera ciutat de Koroliov i el Centre de Formació de Cosmonautes Iuri Gagarin situat a la Ciutat de les Estrelles, a l'óblast de Moscou. Entre les seves instal·lacions de llançament s’inclouen el cosmòdrom de Baikonur al Kazakhstan, el primer i més gran port espacial del món, i el Cosmòdrom Oriental, construït a l'Extrem Orient Rus a l'óblast de l’Amur. El seu director, des del maig del 2018, és Dmitri Rogozin.
L'estiu de 2023 la sonda russa Luna-25, que tenia la missió de buscar aigua al pol Sud de la Lluna, es va estavellar contra la superfície lunar.